# Palicourea papyracea
Palicourea papyracea är en måreväxtart som beskrevs av Henry Hurd Rusby. Palicourea papyracea ingår i släktet Palicourea och familjen måreväxter.
Artens utbredningsområde är Bolivia. Inga underarter finns listade i Catalogue of Life.